# Drummond-Gletscher
Der Drummond-Gletscher ist ein Gletscher an der Loubet-Küste des Grahamland auf der Antarktischen Halbinsel. Er fließt in westnordwestlicher Richtung zur Darbel Bay, die er südlich des Hopkins-Gletschers erreicht.
Der Falkland Islands Dependencies Survey nahm zwischen 1946 und 1947 eine erste Vermessung des Gletschers vor. Eine damals vorgenommene Unterscheidung zwischen einem östlichen und einem westlichen Gletscherabschnitt, die gemeinsam eine Senke quer durch das Grahamland ausfüllen, erwies sich als Irrtum. Eine weitere Vermessung im Jahr 1957 ergab, dass es sich um zwei unabhängige Gletschersysteme handelt. Der hier beschriebene Gletscher wurde nach dem britischen Biochemiker Jack Cecil Drummond (1891–1952) benannt, der zahlreiche britische Polarexpeditionen zwischen den beiden Weltkriegen bei der Zusammenstellung der mitgeführten Lebensmittel beriet. Bei dem zweiten Gletscher handelt es sich um den Balch-Gletscher.